# Legge della varianza totale
La legge della varianza totale è un teorema della teoria della probabilità, che afferma che se {\displaystyle x} e {\displaystyle y} sono variabili casuali definite sul medesimo spazio di probabilità, e la varianza di {\displaystyle x} è finita, allora:
{\displaystyle \ \sigma ^{2}(x)=\mathbb {E} [\sigma ^{2}(x|y)]+\sigma ^{2}(\mathbb {E} [x|y])}
dove {\displaystyle \mathbb {E} [x|y]} è il valore atteso condizionato di x, e {\displaystyle \sigma ^{2}(x|y)} la varianza condizionata, ovvero:
{\displaystyle \ \sigma ^{2}(x|y)=\mathbb {E} [(x-\mathbb {E} [x|y])^{2}|y]}
Dal punto di vista della statistica più che della teoria della probabilità, il primo termine è detto componente non spiegata della varianza totale, e il secondo è la componente spiegata; tale suggestiva terminologia si ricollega all'analisi del modello lineare, e in particolare al coefficiente di determinazione, o R².

## Dimostrazione
La legge della varianza totale può essere immediatamente dimostrata sfruttando la legge delle aspettative iterate, come segue.
{\displaystyle \ \sigma ^{2}(x)=\mathbb {E} [x^{2}]-(\mathbb {E} [x])^{2}=}
{\displaystyle \ =\mathbb {E} [\mathbb {E} [x^{2}|y]]-(\mathbb {E} [\mathbb {E} [x|y]])^{2}=}
{\displaystyle \ =\mathbb {E} [\sigma ^{2}(x|y)]+\mathbb {E} [(\mathbb {E} [x|y])^{2}]-(\mathbb {E} [\mathbb {E} [x|y]])^{2}=}
{\displaystyle \ =\mathbb {E} [\sigma ^{2}(x|y)]+\sigma ^{2}(\mathbb {E} [x|y])}

## Relazione con il modello lineare
La legge della varianza totale presenta un'importante relazione con il modello di regressione lineare. Nel caso univariato, il modello lineare può essere enunciato come:
{\displaystyle \ \mathbb {E} [x|y]=\alpha +\beta y}
Si ha in tal caso che il rapporto di covarianza:
{\displaystyle \ \beta ={\frac {\sigma (y,x)}{\sigma ^{2}(y)}}}
Ma allora, la componente spiegata della varianza totale altro non è che:
{\displaystyle \ \sigma ^{2}(\mathbb {E} [x|y])=\beta ^{2}\sigma ^{2}(y)={\frac {\sigma ^{2}(y,x)}{\sigma ^{2}(y)}}}
così che il rapporto tra l'espressione sopra e {\displaystyle \ \sigma ^{2}(x)} è il quadrato del coefficiente di correlazione tra {\displaystyle \ x} e {\displaystyle \ y}:
{\displaystyle \rho ^{2}(y,x)={\frac {\sigma ^{2}(\mathbb {E} [x|y])}{\sigma ^{2}(x)}}={\frac {\sigma ^{2}(y,x)}{\sigma ^{2}(y)\sigma ^{2}(x)}}}
Tale grandezza corrisponde in effetti al coefficiente di determinazione R². È possibile ottenere un'analoga relazione nel caso multivariato.

## Estensioni ai momenti di ordine superiore
Esistono relazioni analoghe alla legge della varianza totale e alla legge delle aspettative iterate per i momenti centrali di ordine superiore. Ad esempio, con riferimento al momento centrale di ordine 3, si ha:
{\displaystyle \ \mu _{3}(x)=\mathbb {E} [\mu _{3}(x|y)]+\mu _{3}(\mathbb {E} [x|y])+3\sigma (\mathbb {E} [x|y],\sigma ^{2}(x|y))}